# グランガチ
グランガチ (Gurangatch) は、オーストラリアの先住民アボリジニの伝説に登場する川や海の精霊の一種。ワニのような姿で、体には魚の鱗があり、頑丈そうな前足と未発達の小さな後足を持つ。
グンダンガーラ族の人々が祖先の霊として敬う神的な存在で、夜は静かに水の底に横たわっており、昼間は岸に這い上がって日光浴をするという。
遠い昔、フクロネコの精霊がグランガチを捕らえようとして争いになり、その時にグランガチは背中の肉をちぎられたため、その傷跡が残っているという。